# Kamil Kapica
Kamil Kapica (ur. 23 sierpnia 1989 w Nowym Targu) – polski hokeista.

## Kariera
- SMS I Sosnowiec (2006–2008)
- KH Sanok (2008–2009)
- MMKS Podhale Nowy Targ (2009–2010)
- Podhale Nowy Targ (2010-2014, 2016-2018)

Wychowanek Podhala Nowy Targ. Absolwent NLO SMS PZHL Sosnowiec z 2008.
W barwach reprezentacji Polski do lat 18 występował na turniejach mistrzostw świata juniorów do lat 18 w 2006, 2007 (Dywizja I). W barwach reprezentacji Polski do lat 20 wystąpił na turniejach mistrzostw świata juniorów do lat 20 w 2008, 2009 (Dywizja I).
Od 2010 zawodnik MMKS Podhale Nowy Targ. Próba antydopingowa przeprowadzona u Kamila Kapicy jesienią 2014 wykazała obecność niedozwolonego środka dopingującego, po czym zawodnik został zawieszony do października 2016. W połowie 2016 ponownie powrócił do przygotowań przedsezonowych drużyny Podhala Nowy Targ. W październiku 2018 ogłosił zakończenie kariery, wskutek czego został zwolniony z nowotarskiego klubu.

## Sukcesy
- Złoty medal mistrzostw Polski: 2010 z Podhalem Nowy Targ
- Brązowy medal mistrzostw Polski: 2018 z Podhalem Nowy Targ